# Мицуи, Айка
Айка Мицуи (яп. 光井愛佳 Мицуи Айка, род. 12 января 1993) — японский идол, певица, участница поп-группы «Morning Musume».

## Биография
Родилась 12 января 1993 году в городе Оцу, Япония. Дебютировала в Morning Musume с 32-м синглом 14 февраля 2007 года в День святого Валентина когда ей было 14 лет. Сейчас певице уже 32.
На ранних стадиях прослушивания Айка пела песню Blue Bird из репертуара Аюми Хамасаки. Нельзя сказать, что это произвело большое впечатление на Цунку, но он что-то заметил в Айке и она прошла на следующий этап прослушивания. Позже она спела 'Фурусато' и присоединилась к числу 6 финалисток Happy 8 Audition.
Айка не отличалась лучшим голосом среди финалисток, и у неё не было уроков танца до этого, но все можно наверстать если тебя приняли в Morning Musume. Цунку сказал, что действующие участницы группы энергичны на 100 % и больше в то время как Айка только на 62 %. Было решено, что Айка не примет участие в новогоднем Eve Kohaku, но будет в 32 сингле. Также она появилась в весеннем туре Morning Musume.
- Песни, спетые на Happy 8 Ki Audition:
  - Раунд 1: «BLUE BIRD» (Аюми Хамасаки)
  - Раунд 3: «Furusato» (Morning Musume)
- Заявления, сделанные Айкой и комиссией во время прослушивания:
  - (10/08)
    - «Комиссия: „Сколько времения занял твой путь до Осаки?“»
    - «Айка: „Около двух часов. Когда я тут впервые появилась и увидела так много людей, я была очень удивлена. Я очень нервничала когда пела и когда вывесили результаты.“»

  - (10/15)
    - «Айка: „Когда я нервничаю я улыбаюсь.“»
    - «Комиссия: „Ты сейчас нервничаешь?“»
    - "Айка: "Да.

  - (10/15 — Говорит Продюсер Цунку)
    - «Цунку: „Она очень вялая, эта девочка. Как мне на это смотреть? Как будто кто то проснулся в 4.30 утра… Она приятная, выглядит очень мило. Окей, разве это не мило?“»

  - (10/22)
    - «Айка: „Если я попаду в Morning Musume надеюсь что буду способна наладить хорошие отношения со всеми действующими членами группы и поддерживать эти чувства. Вот таким идолом я хочу стать.“»

  - (11/26)
    - "Цунку: «Даже несмотря на то что она прошла прослушивание, она несколько равнодушна. Morning Musume обычно энергичны на 110 или 120 процентов, самое низкое на 105 %, но она…и я думаю она серьёзная и находится где-то на 62 % Это очень свежо. Я думаю будет интересно, если она присоединится к группе.»

  - (11/26)
    - «Айка: „Я пропустила шаги танца и мои ступни создавали много грохота (смеется)“»